# Okraina (film fra 1933)
 For alternative betydninger, se Okraina. (Se også artikler, som begynder med Okraina)
Okraina (russisk: Окра́ина,da.: Udkant) er en sovjetisk film fra 1933 af Boris Barnet.
Filmen blev genindspillet i 1998 i Rusland under titlen Okraina

## Medvirkende
- Sergej Komarov — Aleksandr P. Gresjin
- Jelena Kuzmina — Anka Gresjina
- Robert Erdmann — Robert Karlovitj
- Aleksandr Tjistjakov — Pjotr Kadkin
- Nikolaj Bogoljubov — Nikolaj Kadkin
- Mikhail Sjarov - som studerende Kraevitj